# へんな子ちゃん
『へんな子ちゃん』（へんなこちゃん）は、赤塚不二夫とフジオプロによる日本の漫画作品。
超能力を持った女の子が主人公のギャグ漫画。
1960年代の初代へんな子ちゃんと1990年代の2代目へんな子ちゃんが存在する。初代は『りぼん』（集英社）1967年（昭和42年）9月号から1969年（昭和44年）8月号まで、2代目へんな子ちゃんは1991年（平成3年）1月8・15日合併号から1994年（平成6年）8月16日号まで『週刊女性』（主婦と生活社）にて連載。また2代目をベースとした『私立アカフジ高校 へんな子ちゃん』がフジオプロにより『HR』（グラフティ）にて2013年から連載中である 。
また初代には、1968年に『別冊りぼん』や『りぼん大増刊』に連載した後、1969年（昭和44年）1月号から1970年（昭和45年）12月号まで『りぼんコミック』に連載した、よこたとくお執筆版（原案：赤塚不二夫）が存在する。

## コミック
「りぼん」連載版（赤塚版）はアケボノコミックス「赤塚不二夫全集」第18巻（曙出版・1970年発行）に収録。「別冊りぼん」・「りぼん大増刊」・「りぼんコミック」版（よこた版）はアケボノコミックス「ばっちりパコちゃん」（曙出版・1972年発行）に収録。
「週刊女性」連載版は、2002年7月に発売された『赤塚不二夫漫画大全集』（小学館）に、「りぼん」連載版とともに収録されている。また簡易製本版はコミックパークで販売されている。

## 登場人物
へんな子ちゃん
本名 細川へんな子。
「りぼん」連載版では、ボサボサのショートカットにへの字形の口。幼少のころは心優しい美少女で髪も直毛だったが、8歳の時、母親から泥棒の盾にされたのをきっかけに、性格が豹変、ありとあらゆるいじわるを繰り返すようになった 。
「週刊女性」連載版ではアフロヘアのような癖毛に大きなリボンをつけている。念力や透視能力を持ち、騒動を起こす 。
「私立アカフジ高校」版ではもじゃもじゃの髪にやや小さめのリボン、「本音で生きる毒舌女子高校生」という設定。対象を見つめることで、爆破や変形・変質させる超能力（『へんな子ビーム』）を身につけている。「それだけではあるまい!」が決めぜりふ。
お父さん
本名 細川正義。
見た目は平凡なサラリーマンだが、会社や飲み屋では女好きのセクハラ親父。
家庭では馬鹿にされながらも、亭主関白を気取っている。
お母さん
本名 細川ふみよ。
見た目は平凡な主婦。
風変わりな姉妹に翻弄されつつも、家族思いな一面も窺える。
しかし、長女あき子同様、多少遊び癖はあるようだ。
また、60年代版では、良い子だったへんな子ちゃんを親としてあるまじき裏切りによって歪めてしまった元凶でもある。
お姉ちゃん
本名 細川あき子。
とにかく遊び好きで、どんな男とでもすぐ関係を持ってしまう。
ただ、彼氏ができる度に家族に紹介するなど意外と古風な一面を見せる。
のび太
へんな子ちゃんに拾われ、細川家に飼われている犬。
なぜか人の言葉を話し、語尾に「〜ワイン」がつく。へんな子ちゃんとは息のあったコンビだが、時々虐待されることも。
ボブ
アキ子が好意を抱いている、ニューヨークの美男子。
へんな子ちゃんに、日本人らしい姿に変えられる。
ルルちゃん
へんな子ちゃんが生意気扱いされている女の子。
ミヤコ
赤ちゃんの女の子。へんな子ちゃんに言葉をしゃべらせた（ただし、性格もへんな子と同じになる）。
ミヤコのママ
原作では普通にしゃべっていたが、アニメでは大阪弁になっている。
彼氏がたくさんいる（タケシ、ケンジ、ジョニー、ロドリゲスなど）。
ジーナ
へんな子ちゃんの家でホームステイに来た。へんな子ちゃんと同じ能力を持っている。
明くん
へんな子ちゃんのボーイフレンド。
鼻水たらして語尾に「〜チャチャン」がつく男の子。
花火職人の父親が死亡したことがトラウマで、花火が嫌いになった。

## Webアニメーション
2008年4月より株式会社GDH（現・ゴンゾ）がグループ会社の株式会社ゴンゾロッソ（現・ロッソインデックス）の制作により2代目へんな子ちゃんをWebアニメーションで再現し、動画共有サイトYouTube日本版の公式チャンネルGONZO DOGAにおいて、隔週ごとに1話約3分、全6話をインターネット配信することを発表した。赤塚の直筆原稿をデジタル処理（after effect)し “動くマンガ”（コミックモーション）として再現したという。この独特の動くマンガは制作を請け負った株式会社ギアチェンジと青木純、井端義秀監督の発案によるという。
原作者である赤塚の死去後、ローソンから本編6話、監督インタビュー、パイロット版のパッケージDVDが発売された。

### スタッフ
- 監督 - 青木純・井端義秀
- 制作 - 株式会社ゴンゾロッソ　株式会社ギアチェンジ
- 製作 - 株式会社GDH
- 音楽制作 - ポイントブランク・フューチャービジョンミュージック
- オープニングテーマ - TAMAKI(花岡環)